# Urbanismo feminista

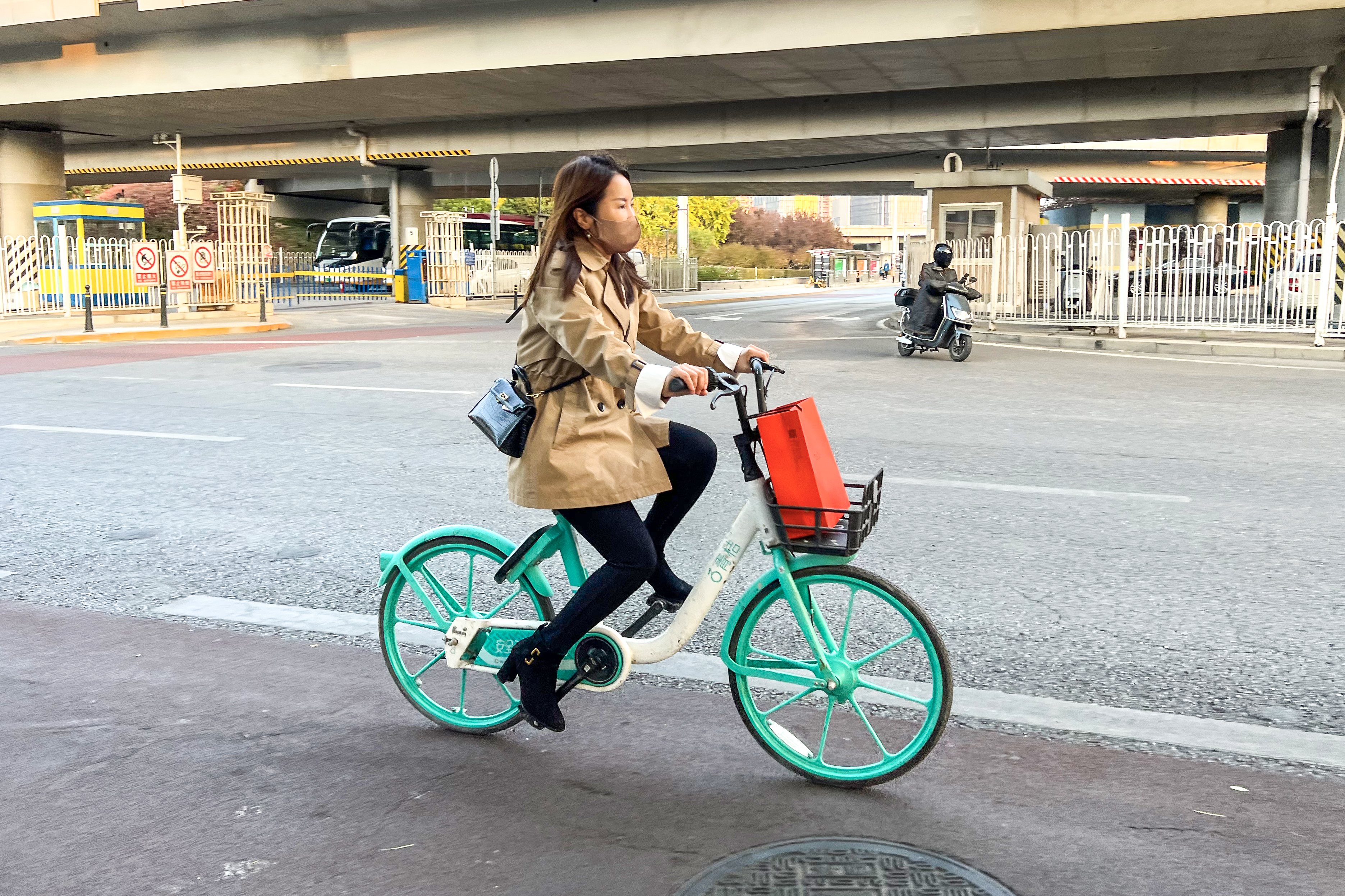
Mulher ciclista em ambiente urbano

Urbanismo feminista é uma teoria e um movimento social sobre o impacto do ambiente construído sobre as mulheres. Defensoras e defensores da urbanismo feminista tem uma perspectiva crítica das estruturas patriarcais políticas e sociais que eles acreditam ter impactado negativamente a vida das mulheres e têm limitado o envolvimento feminino no planejamento urbano. Algumas teóricas e teóricos do urbanismo feminista veem o ambiente urbano construído como fundamentalmente inóspito para as mulheres. Assim, o movimento urbanista feminista apoia estratégias para empoderar as mulheres para planejar e desenvolver o futuro do ambiente urbano com as necessidades específicas das mulheres.

## Teoria
Como um reflexo da diversidade do campo do urbanismo, teorias do urbanismo feminista tem, de forma variada, estudado o impacto do sexo feminino e a exclusão deste no conhecimento urbano, nos processos políticos de tomada de decisão e no projeto dos espaços urbanos. Teóricas e teóricos tem pesquisado e identificado uma histórica exclusão das mulheres nas áreas de arquitetura, urbanismo e engenharia civil. Historiadores identificaram a falta de poder e da participação inclusiva das mulheres nas sociedades ocidentais tradicionais como sendo a causa dessa condição inferiorizada.
Teóricas e teóricos têm longos estudos de cruzamentos entre comportamento e ambiente e muitos nomes notáveis como Michel Foucault e Henre Lefebvre têm argumentado que a arquitetura reflete e reforça as normas sociais e padrões de comportamento. Lefebvre chega a argumentar que "tudo é ontológica" espacial e que os espaços físicos e o seu desenho desempenham um papel na construção de identidade e nas ideias de individualidade.
As teorias do urbanismo feminista são centradas nos ideais do feminismo, um campo diversificado com vários pontos de vista. Estudiosos do urbanismo feminista têm sugerido que outros movimentos relacionados com a melhoria das condições sociais como o urbanismo radical não necessariamente dão conta de todas as necessidades das mulheres. Por outro lado, algumas estudiosas feministas têm criticado o urbanismo feminista como reforço de estereótipos de gênero com relação ao ambiente urbano, particularmente quanto ao planejamento para a reconstrução de espaços urbanos.

## Teóricas
- Delores Hayden é uma acadêmica e historiadora do urbanismo que analisou a forma como o espaço urbano é impactado pelo gênero, e tem afirmado que os conceitos de vida domestica e domesticidade devem ser considerados quando se estuda arquitetura e urbanismo.[11]
- Jeanne Van Heeswijk desenvolveu a teoria de que os artistas podem influenciar o ambiente construído, como a justiça social para a questão da habitação.[12]
- Elizabeth Wilson sugere a necessidade de uma estrutura de política social que valorizasse os aspectos femininos das cidades e o papel positivo que as mulheres desempenham na experiência urbana.[13]